# Dänische Badmintonmeisterschaft 1935
Die Dänische Badmintonmeisterschaft 1935 fand in Kopenhagen statt. Es war die fünfte Austragung der nationalen Titelkämpfe im Badminton in Dänemark.

## Titelträger
| Disziplin    | Sieger                                            |
| ------------ | ------------------------------------------------- |
| Herreneinzel | Poul Vagn Nielsen, Gentofte BK                    |
| Dameneinzel  | Ruth Frederiksen, Skovshoved IF                   |
| Herrendoppel | Aksel Hansen Sven Strømann, Skovshoved IF         |
| Damendoppel  | Gerda Frederiksen Ruth Frederiksen, Skovshoved IF |
| Mixed        | Sven Strømann Ruth Frederiksen, Skovshoved IF     |